# Campionati europei di atletica leggera indoor 2023 - Pentathlon
La gara del pentathlon ai campionati europei di atletica leggera indoor di Istanbul 2023 si è svolta il 3 marzo 2023 presso l'Ataköy Athletics Arena.

## Podio
| Pos.    | Atleta           | Nazionalità |
| ------- | ---------------- | ----------- |
| Oro     | Nafissatou Thiam | Belgio      |
| Argento | Adrianna Sułek   | Polonia     |
| Bronzo  | Noor Vidts       | Belgio      |

## Record
| Record                | Record                    | Record  | Record                 | Record       |
| --------------------- | ------------------------- | ------- | ---------------------- | ------------ |
| Record del mondo      | Natalija Dobryns'ka       | 5013 p. | Istanbul, Turchia      | 9 marzo 2012 |
| Record europeo        | Natalija Dobryns'ka       | 5013 p. | Istanbul, Turchia      | 9 marzo 2012 |
| Record dei campionati | Katarina Johnson-Thompson | 5000 p. | Praga, Repubblica Ceca | 6 marzo 2015 |

## Programma
| Data    | Ora   | Turno             |
| ------- | ----- | ----------------- |
| 3 marzo | 9:00  | 60 metri ostacoli |
| 3 marzo | 9:45  | Salto in alto     |
| 3 marzo | 12:30 | Getto del peso    |
| 3 marzo | 19:10 | Salto in lungo    |
| 3 marzo | 21:05 | 800 metri piani   |

## Risultati

### 60 metri ostacoli
Le due batterie dei 60 metri ostacoli si sono disputate a partire dalle ore 9:00.
| Posizione | Batteria | Corsia | Nome             | Nazionalità   | Tempo | Punti | Note                                     |
| --------- | -------- | ------ | ---------------- | ------------- | ----- | ----- | ---------------------------------------- |
| 1         | 2        | 7      | Noor Vidts       | Belgio        | 8"21  | 1082  | (.203)                                   |
| 2         | 2        | 6      | Adrianna Sułek   | Polonia       | 8"21  | 1082  | (.210)                                   |
| 3         | 2        | 3      | Nafissatou Thiam | Belgio        | 8"23  | 1077  | =                                        |
| 4         | 2        | 8      | Holly Mills      | Gran Bretagna | 8"34  | 1052  | Miglior prestazione personale stagionale |
| 5         | 2        | 2      | Saga Vanninen    | Finlandia     | 8"35  | 1050  |                                          |
| 6         | 1        | 6      | Sofie Dokter     | Paesi Bassi   | 8"37  | 1046  |                                          |
| 7         | 1        | 5      | Marijke Esselink | Paesi Bassi   | 8"39  | 1041  |                                          |
| 8         | 1        | 4      | Sveva Gerevini   | Italia        | 8"43  | 1032  |                                          |
| 9         | 2        | 5      | Xénia Krizsán    | Ungheria      | 8"46  | 1026  |                                          |
| 10        | 2        | 4      | Léonie Cambours  | Francia       | 8"52  | 1013  |                                          |
| 11        | 1        | 2      | Julija Loban     | Ucraina       | 8"56  | 1004  |                                          |
| 12        | 1        | 7      | Kate O'Connor    | Irlanda       | 8"64  | 987   |                                          |
| 13        | 1        | 3      | Bianca Salming   | Svezia        | 9"04  | 902   |                                          |

### Salto in alto
La gara del salto in alto si è disputata a partire dalle ore 9:48.
| Pos. | Atleta           | Nazione       | 1,62 m | 1,65 m | 1,68 m | 1,71 m | 1,74 m | 1,77 m | 1,80 m | 1,83 m | 1,86 m | 1,89 m | 1,92 m | 1,95 m | Ris.   | Punti | Note                                     | Pt. tot. | Pos. tot. |
| ---- | ---------------- | ------------- | ------ | ------ | ------ | ------ | ------ | ------ | ------ | ------ | ------ | ------ | ------ | ------ | ------ | ----- | ---------------------------------------- | -------- | --------- |
| 1    | Nafissatou Thiam | Belgio        | –      | –      | –      | –      | –      | –      | o      | o      | o      | o      | xxo    | xxx    | 1,92 m | 1132  | Miglior prestazione personale stagionale | 2209     | 1         |
| 2    | Adrianna Sułek   | Polonia       | –      | –      | –      | –      | o      | o      | o      | o      | o      | xo     | xxx    |        | 1,89 m | 1093  | =                                        | 2175     | 2         |
| 3    | Noor Vidts       | Belgio        | –      | –      | o      | o      | o      | o      | o      | xo     | xxx    |        |        |        | 1,83 m | 1016  | Miglior prestazione personale stagionale | 2098     | 3         |
| 4    | Sofie Dokter     | Paesi Bassi   | –      | –      | o      | o      | xo     | o      | xo     | xxo    | xxx    |        |        |        | 1,83 m | 1016  |                                          | 2062     | 4         |
| 5    | Holly Mills      | Gran Bretagna | –      | –      | o      | xo     | xo     | o      | xxx    |        |        |        |        |        | 1,77 m | 941   | Miglior prestazione personale            | 1993     | 5         |
| 6    | Julija Loban     | Ucraina       | o      | o      | o      | xo     | xxo    | xo     | xxx    |        |        |        |        |        | 1,77 m | 941   | Miglior prestazione personale stagionale | 1945     | 6         |
| 7    | Bianca Salming   | Svezia        | –      | xo     | o      | xo     | xo     | xxo    | xxx    |        |        |        |        |        | 1,77 m | 941   |                                          | 1843     | 13        |
| 8    | Sveva Gerevini   | Italia        | o      | o      | xo     | xxo    | xxo    | xxx    |        |        |        |        |        |        | 1,74 m | 903   | Miglior prestazione personale            | 1935     | 7         |
| 8    | Kate O'Connor    | Irlanda       | –      | xo     | o      | xxo    | xxo    | xxx    |        |        |        |        |        |        | 1,74 m | 903   |                                          | 1890     | 10        |
| 10   | Marijke Esselink | Paesi Bassi   | –      | o      | xo     | xo     | xxx    |        |        |        |        |        |        |        | 1,71 m | 867   | Miglior prestazione personale stagionale | 1908     | 8         |
| 11   | Xénia Krizsán    | Ungheria      | o      | xo     | o      | xo     | xxx    |        |        |        |        |        |        |        | 1,71 m | 867   |                                          | 1893     | 9         |
| 12   | Léonie Cambours  | Francia       | o      | –      | xxo    | xxo    | xxx    |        |        |        |        |        |        |        | 1,71 m | 867   |                                          | 1880     | 11        |
| 13   | Saga Vanninen    | Finlandia     | o      | o      | o      | xxx    |        |        |        |        |        |        |        |        | 1,68 m | 830   |                                          | 1880     | 11        |

### Getto del peso
La gara del getto del peso si è disputata a partire dalle ore 12:40.
| Pos. | Atleta           | Nazione       | 1ª prova | 2ª prova | 3ª prova | Risultati | Punti | Note                                     | Punti totali | Pos. tot. |
| ---- | ---------------- | ------------- | -------- | -------- | -------- | --------- | ----- | ---------------------------------------- | ------------ | --------- |
| 1    | Nafissatou Thiam | Belgio        | 14,80 m  | 15,49 m  | 15,54 m  | 15,54 m   | 897   | Miglior prestazione personale            | 3106         | 1         |
| 2    | Saga Vanninen    | Finlandia     | 14,97 m  | 15,20 m  | x        | 15,20 m   | 874   |                                          | 2754         | 6         |
| 3    | Julija Loban     | Ucraina       | 14,51 m  | 13,93 m  | x        | 14,51 m   | 828   | =                                        | 2773         | 5         |
| 4    | Kate O'Connor    | Irlanda       | 14,02 m  | 14,37 m  | 14,24 m  | 14,37 m   | 819   | Miglior prestazione personale            | 2709         | 8         |
| 5    | Noor Vidts       | Belgio        | 13,94 m  | 14,12 m  | 14,01 m  | 14,12 m   | 802   | Miglior prestazione personale stagionale | 2900         | 3         |
| 6    | Xénia Krizsán    | Ungheria      | 13,69 m  | 14,06 m  | 13,32 m  | 14,06 m   | 798   | Miglior prestazione personale stagionale | 2691         | 9         |
| 7    | Adrianna Sułek   | Polonia       | 13,89 m  | x        | 13,65 m  | 13,89 m   | 787   | Miglior prestazione personale            | 2962         | 2         |
| 8    | Bianca Salming   | Svezia        | 13,74 m  | x        | 13,58 m  | 13,74 m   | 777   |                                          | 2620         | 11        |
| 9    | Marijke Esselink | Paesi Bassi   | 13,38 m  | 13,65 m  | x        | 13,65 m   | 771   | Miglior prestazione personale            | 2679         | 10        |
| 10   | Sofie Dokter     | Paesi Bassi   | 12,99 m  | 13,47 m  | 13,10 m  | 13,47 m   | 759   | Miglior prestazione personale            | 2821         | 4         |
| 11   | Holly Mills      | Gran Bretagna | 12,63 m  | 12,99 m  | x        | 12,99 m   | 727   |                                          | 2720         | 7         |
| 12   | Sveva Gerevini   | Italia        | 11,20 m  | 11,34 m  | 12,20 m  | 12,20 m   | 674   |                                          | 2609         | 12        |
| -    | Léonie Cambours  | Francia       |          |          |          | dns       | dns   |                                          | dnf          | -         |

### Salto in lungo
La gara del salto in lungo si è disputata a partire dalle ore 19:08.
| Pos. | Atleta           | Nazione       | 1ª prova | 2ª prova | 3ª prova | Risultati | Punti | Note                                     | Punti totali | Pos. tot. |
| ---- | ---------------- | ------------- | -------- | -------- | -------- | --------- | ----- | ---------------------------------------- | ------------ | --------- |
| 1    | Adrianna Sułek   | Polonia       | 6,52 m   | 6,37 m   | 6,62 m   | 6,62 m    | 1046  | Miglior prestazione personale            | 4008         | 2         |
| 2    | Nafissatou Thiam | Belgio        | 6,36 m   | 6,52 m   | 6,59 m   | 6,59 m    | 1036  | Miglior prestazione personale stagionale | 4142         | 1         |
| 3    | Noor Vidts       | Belgio        | 6,23 m   | 6,44 m   | 6,55 m   | 6,55 m    | 1023  | Miglior prestazione personale stagionale | 3923         | 3         |
| 4    | Sveva Gerevini   | Italia        | 6,08 m   | 5,87 m   | x        | 6,08 m    | 874   |                                          | 3483         | 9         |
| 5    | Saga Vanninen    | Finlandia     | 5,85 m   | 6,07 m   | 5,96 m   | 6,07 m    | 871   |                                          | 3625         | 5         |
| 6    | Xénia Krizsán    | Ungheria      | 5,85 m   | 6,05 m   | 5,98 m   | 6,05 m    | 865   |                                          | 3556         | 6         |
| 7    | Sofie Dokter     | Paesi Bassi   | x        | 6,04 m   | 6,00 m   | 6,04 m    | 862   |                                          | 3683         | 4         |
| 8    | Kate O'Connor    | Irlanda       | 5,78 m   | 5,91 m   | 5,58 m   | 5,91 m    | 822   |                                          | 3531         | 7         |
| 9    | Holly Mills      | Gran Bretagna | 5,65 m   | 5,71 m   | 5,85 m   | 5,85 m    | 804   |                                          | 3524         | 8         |
| 10   | Marijke Esselink | Paesi Bassi   | 5,65 m   | x        | 5,82 m   | 5,82 m    | 795   | Miglior prestazione personale stagionale | 3474         | 10        |
| 11   | Bianca Salming   | Svezia        | x        | 5,48 m   | 3,05 m   | 5,48 m    | 694   |                                          | 3314         | 12        |
| 12   | Julija Loban     | Ucraina       | 3,98 m   | 4,71 m   | 5,38 m   | 5,38 m    | 665   |                                          | 3438         | 11        |
| -    | Léonie Cambours  | Francia       |          |          |          | dns       | dns   |                                          | dnf          | -         |

### 800 metri piani
La gara degli 800 metri piani è iniziata alle ore 21:05.
| Posizione | Nome             | Nazionalità   | Tempo   | Punti | Note                                                  | Punti totali | Pos. tot. |
| --------- | ---------------- | ------------- | ------- | ----- | ----------------------------------------------------- | ------------ | --------- |
| 1         | Adrianna Sułek   | Polonia       | 2'07"17 | 1006  | Record dei campionati · Miglior prestazione personale | 5014         | 2         |
| 2         | Xénia Krizsán    | Ungheria      | 2'11"87 | 937   | Miglior prestazione personale stagionale              | 4493         | 5         |
| 3         | Holly Mills      | Gran Bretagna | 2'12"58 | 927   | Miglior prestazione personale stagionale              | 4451         | 6         |
| 4         | Nafissatou Thiam | Belgio        | 2'13"60 | 913   | Miglior prestazione personale                         | 5055         | 1         |
| 5         | Noor Vidts       | Belgio        | 2'14"52 | 900   | Miglior prestazione personale stagionale              | 4823         | 3         |
| 6         | Sveva Gerevini   | Italia        | 2'15"88 | 880   |                                                       | 4363         | 8         |
| 7         | Bianca Salming   | Svezia        | 2'16"12 | 877   |                                                       | 4191         | 11        |
| 8         | Marijke Esselink | Paesi Bassi   | 2'19"87 | 825   | Miglior prestazione personale                         | 4299         | 10        |
| 9         | Kate O'Connor    | Irlanda       | 2'20"08 | 822   |                                                       | 4353         | 9         |
| 10        | Sofie Dokter     | Paesi Bassi   | 2'20"53 | 816   |                                                       | 4499         | 4         |
| 11        | Saga Vanninen    | Finlandia     | 2'20"64 | 815   | Miglior prestazione personale                         | 4440         | 7         |
| 12        | Julija Loban     | Ucraina       | 2'33"25 | 653   |                                                       | 4091         | 12        |
| -         | Léonie Cambours  | Francia       | dns     | dns   |                                                       | dnf          | -         |

### Classifica finale[6]
| Posizione | Nome             | Nazionalità   | Punti | Note                                     |
| --------- | ---------------- | ------------- | ----- | ---------------------------------------- |
| Oro       | Nafissatou Thiam | Belgio        | 5055  | Record mondiale                          |
| Argento   | Adrianna Sułek   | Polonia       | 5014  | Record nazionale                         |
| Bronzo    | Noor Vidts       | Belgio        | 4823  | Miglior prestazione personale stagionale |
| 4         | Sofie Dokter     | Paesi Bassi   | 4499  |                                          |
| 5         | Xénia Krizsán    | Ungheria      | 4493  | Miglior prestazione personale stagionale |
| 6         | Holly Mills      | Gran Bretagna | 4451  | Miglior prestazione personale stagionale |
| 7         | Saga Vanninen    | Finlandia     | 4440  |                                          |
| 8         | Sveva Gerevini   | Italia        | 4363  |                                          |
| 9         | Kate O'Connor    | Irlanda       | 4353  |                                          |
| 10        | Marijke Esselink | Paesi Bassi   | 4299  | Miglior prestazione personale            |
| 11        | Bianca Salming   | Svezia        | 4191  |                                          |
| 12        | Julija Loban     | Ucraina       | 4091  |                                          |
| -         | Léonie Cambours  | Francia       | dnf   |                                          |